# Tabacalera
Tabacalera va ser un monopoli espanyol de tabac establert el 1636, la qual cosa la va convertir en la companyia més antiga de tabac del món. El 1999 va ser privatitzada, ja que era una empresa pública. La companyia es va fusionar amb la francesa SEITA, formant Altadis. El 2008, el grup britànic Imperial Tobacco ha comprat la companyia hispanofrancesa. Tabacalera també és el nom amb què era coneguda la Compañía General de Tabacos de Filipinas, S.A.

## Productes
- Ducados.
- Fortuna.
- Nobel.